# ガーハード・ワインバーグ
ガーハード・ワインバーグ（Gerhard Ludwig Weinberg、1928年1月1日 - ）は、アメリカ合衆国の歴史学者。ドイツ出身。ナチス政権期のドイツ外交史、第二次世界大戦史研究の権威。ノースカロライナ大学チャペルヒル校ウィリアム・ケナン2世記念講座名誉教授。

## 略歴・人物
ハノーファーのユダヤ系ドイツ人家庭に生まれる。ナチス政権の台頭後の1938年、家族と共に英国に移住。1941年アメリカ合衆国ニューヨークに移住する。米国の市民権を取得し、米陸軍に入隊。1946年から47年まで兵士として日本に進駐する。除隊後、ニューヨーク州立教育カレッジ（現在のニューヨーク州立大学オールバニ校）を1948年に卒業。その後、シカゴ大学大学院歴史学部に進学する。シカゴでは自らと同じ亡命ユダヤ系ドイツ人のハンス・ロートフェルスに師事し、ドイツ外交史を専攻、1949年に修士を修了し、1939-41年までの独ソ関係史についての研究で1951年に博士の学位を取得する。
博士学位取得後は研究者・教員として働く一方、連合軍がドイツから捕獲・押収した文書を整理・編纂するコロンビア大学戦時文書収集（War Documentation）プロジェクトのリサーチ・アナリスト（1951-54年）、アメリカ歴史学会捕獲ドイツ文書マイクロフィルム化プロジェクト・ディレクター（1956-57年）を務める。これらの資料整理作業中だった1958年に、アドルフ・ヒトラー関係文書群から草稿に終わったヒトラーの口述筆記原稿、いわゆる『ヒトラー第二の書』を発見している。『第二の書』はワインバーグの編集で1961年に独語版、2003年に英語版が刊行され、2004年には日本語版が刊行されている。
1957年からはケンタッキー大学の助教授（-1959年）を務め、1959年からはミシガン大学に移籍し、准教授・教授を歴任した。1974年からはノースカロライナ大学チャペルヒル校のウィリアム・ケナン2世記念講座教授を務め、1999年に退職した。
1996年から98年までアメリカ・ドイツ研究学会（German Studies Association）会長を務めた。1999年ドイツ連邦共和国功労勲章一等功労十字章受章。

## 学問的業績
- ドイツ外交史家としてのワインバーグは、1970年と80年に刊行された二冊の『ヒトラー・ドイツの外交政策』（The Foreign Policy of Hitler's Germany）で知られる。ワインバーグはヒトラーを自らの奉じるイデオロギーを目標として追及し、そのために外交政策をも活用した指導者として描いた。またヒトラーはヨーロッパ大陸のみの支配を目指していたのか、世界支配を狙っていたのかという議論において、世界支配を目指していたとする解釈を打ち出している（また、ホロコーストについては、ユダヤ人政策に関わる組織やその周辺の環境・構造が徐々に政策の方向性を決したとする機能派ではなく、ヒトラーのイデオロギーを重視する意図派の立場をとっている）。ドイツ外交史の解釈をめぐって様々な学問的論争を繰り広げ、特にアンドレアス・ヒルグルーバー（英語版）との間では、ドイツのソ連侵攻がソビエト連邦の差し迫った脅威に対するための「予防戦争」であったか、あるいはヒトラーのイデオロギーに由来するものであったかなどをはじめとして、様々な論争を行なった。また、80年代以降はドイツ外交史から第二次世界大戦史一般に研究対象を広げた。
- 1971年、The Foreign Policy of Hitler's Germany, 1933-1936でアメリカ歴史学会ジョージ・ルイス・ベアー賞、1981年、The Foreign Policy of Hitler's Germany, 1937-1939でアメリカ・ドイツ研究学会ハルヴァーソン賞、1994年、A World at Armsでアメリカ歴史学会ジョージ・ルイス・ベアー賞を再受賞。

## 著書

### 単著
- Germany and the Soviet Union, 1939-1941, (E.J. Brill, 1954).
- The Foreign Policy of Hitler's Germany: Diplomatic Revolution in Europe, 1933–36, (University of Chicago Press, 1970).
- The Foreign Policy of Hitler's Germany: Starting World War II, 1937-1939, (University of Chicago Press, 1980)[1].
- World in the Balance: Behind the Scenes of World War II, (Brandeis University Press by University Press of New England, 1981).
- A World at Arms: A Global History of World War II, (Cambridge University Press, 1994, Revised Ed., 2005).
- Germany, Hitler, and World War II: Essays in Modern German and World History, (Cambridge University Press, 1995).
- Visions of Victory: The Hopes of Eight World War II Leaders, (Cambridge University Press, 2005).

### 編著
- Transformation of a Continent: Europe in the Twentieth Century, (Burgess, 1975).